# Kronenhalsring

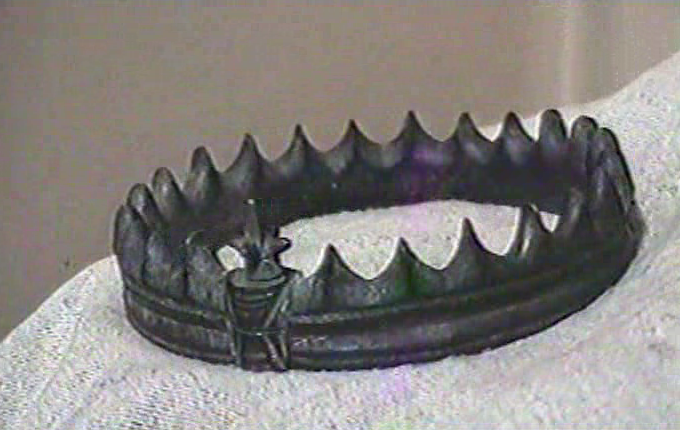
Kronenhalsring

Kronenhalsringe (englisch crown-shaped neck-rings) sind zweiteilige Halsringe, die an der Oberseite durch dreieckige Zacken verziert sind. Kronenhalsringe wurden aus Bronze gegossen und bestehen aus zwei Teilen, die durch ein Scharnier verbunden sind. Ein eiserner Zapfen bildet gewöhnlich den Verschluss. Die Oberseite des Scharniers ist oft mit einer Rosette verziert. Der Name leitet sich von den dreieckigen Zacken ab, die dem Schmuck ein kronenartiges Aussehen geben.
Frühe Formen dieser Fundgattung haben meist einen ovalem oder spitzovalem Querschnitt und sind auf der Oberseite mit Querrippen verziert. Es handelt sich dabei aber nicht um Kronenhalsringe im engeren Sinne.

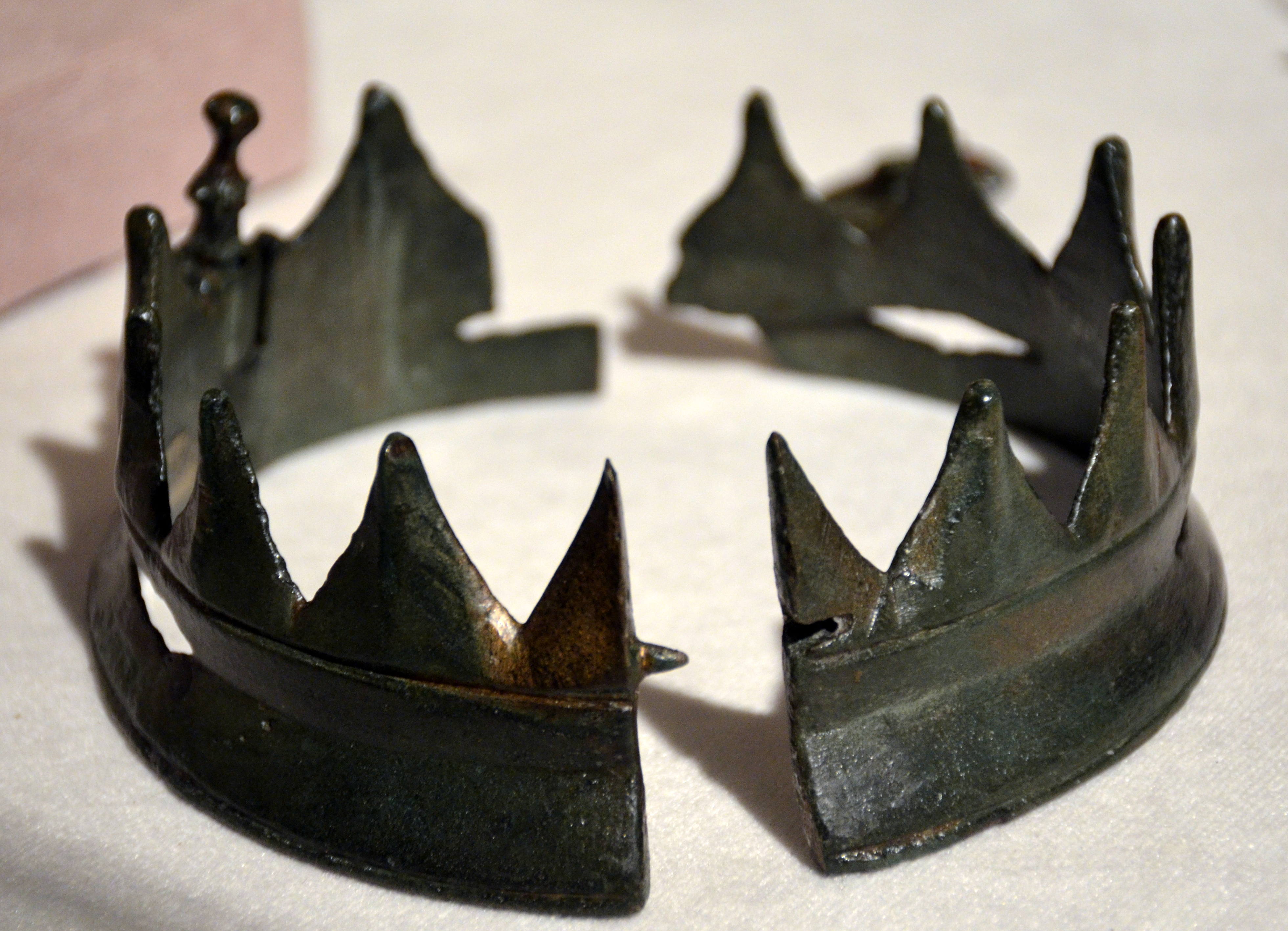
Kronenhalsring der Greutungen

## Verbreitung
Kronenhalsringe waren vom 5. bis 3. Jahrhundert v. Chr. besonders in Dänemark und in der norddeutschen Tiefebene verbreitet, hauptsächlich in der Jastorf-Kultur. Späte Formen (Typen II—IV nach Kostrzewski) kommen auch in der Przeworsk-Kultur und der Pommerschen Kultur vor. Diese stammen nach Horst Keiling aus Dänemark und Norddeutschland, nach Maciałowicz vor allem aus Jütland. Auch in der transkarpatischen Ukraine (7) und in der Moldau sind einzelne Exemplare gefunden worden, so in Davideni (Kreis Neamț).

## Nutzung
Die Kronenhalsringe werden allgemein als Halsringe angesprochen. Sie wurden häufig in Mooren niedergelegt, vielleicht als Opfer. In Gräbern finden sich bisweilen Kronenhalsringe mit Abnutzungsspuren, was belegt, dass sie auch getragen wurden. Maciałowicz weist allerdings darauf hin, dass die Zacken die Bewegung des Kopfes behindern können und hält sie daher für eine Festtagstracht. Geschlechtsbestimmte Grabfunde fehlen. Die meisten Funde sind Einzelfunde.

## Funde aus Niedersachsen
Der Kronenhalsring von Emmendorf, einer Gemeinde im Landkreis Uelzen in der Lüneburger Heide in Niedersachsen, den man 1852 beim Torfstechen fand, wiegt 770 g; sein Durchmesser beträgt 14 cm. Andere Ringe fand man im Elbe-Weser-Dreieck bei Debstedt und Langenmoor, beide im Landkreis Cuxhaven. Die in Niedersachsen gefundenen Ringe lagen alle als Einzelfunde im Moor.